# Bratmilovce
Bratmilovce (cyr. Братмиловце) – wieś w Serbii, w okręgu jablanickim, w mieście Leskovac. W 2011 roku liczyła 3482 mieszkańców.